# Gyrobus

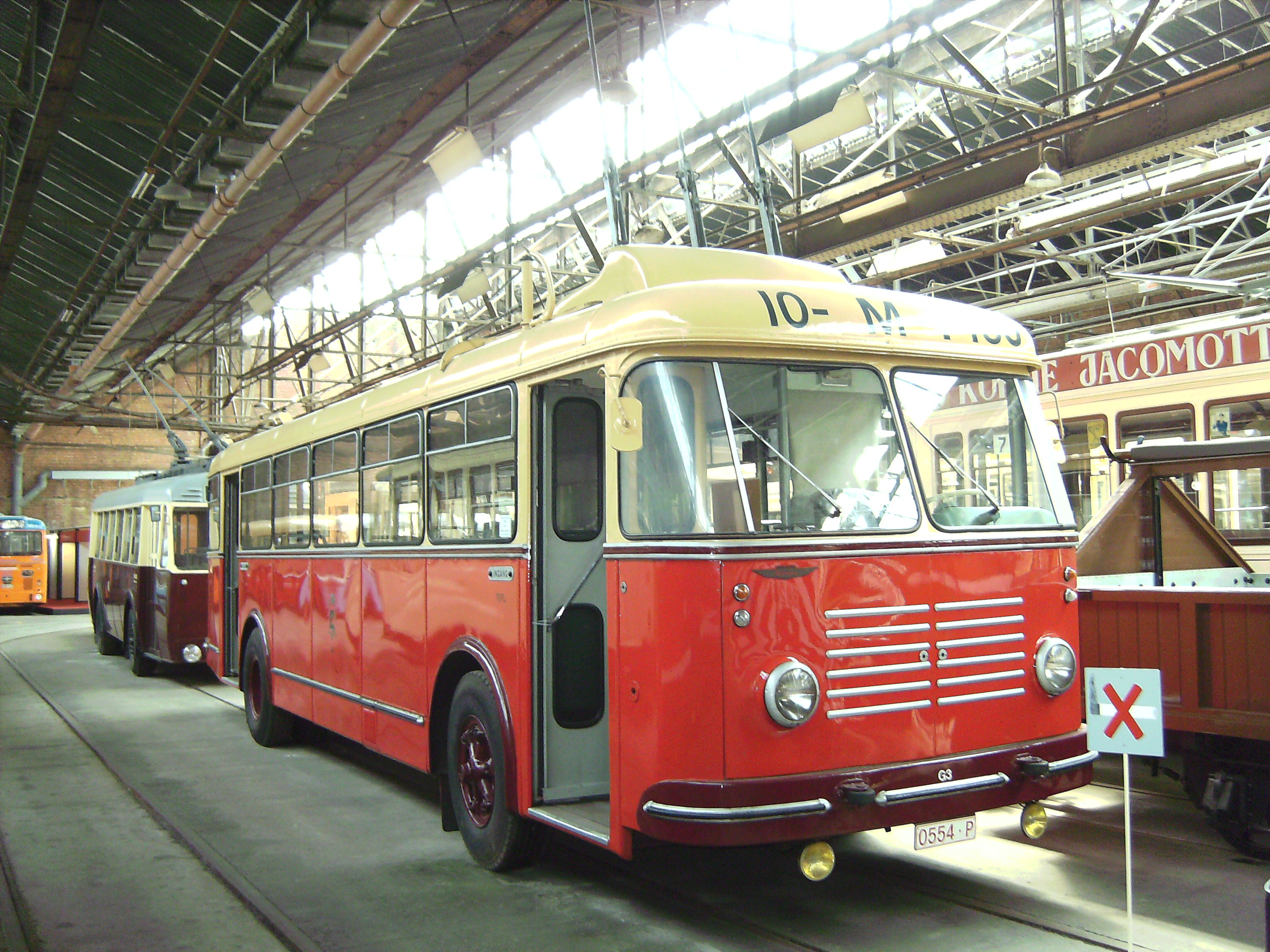
Gyrobus exposé au musée d'Anvers

Le Gyrobus est un véhicule de transport en commun utilisant l'électricité. Aujourd'hui, il n'existe plus de ligne de Gyrobus en activité.
Contrairement au Trolleybus, les Gyrobus ne suivent pas une ligne électrique placée au-dessus du véhicule, mais des perches électriques, branchées lors des arrêts du véhicule, alimentent un moteur couplé à un volant de stockage d'énergie et permettent une autonomie de 6 à 10 km selon le terrain.

## Historique
Le concept d'une propulsion au moyen d'un volant de stockage d'énergie a été développé par l'entreprise suisse Oerlikon, avec l'intention de créer une alternative à la propulsion par moteur thermique ou électrique alimenté par batterie ou ligne de contact. Le Gyrobus permet d'utiliser l'électricité sans construire une importante infrastructure de ligne de contact dans des zones où un tel système aurait été trop onéreux au vu de la fréquentation des lignes.

## Fonctionnement
Le Gyrobus est propulsé par un moteur électrique, dont l'énergie est fournie par une grande roue lancée à grande vitesse. Le moteur alimentant le volant de stockage d'énergie est réversible.
La recharge du volant s'effectue lors des montées et descentes des passagers, au moyen d'une perche placée sur le véhicule.
Une fois que le volant en acier de 1 500 kg est lancé à 3 000 tr/min, le moteur se transforme en générateur électrique et peut alimenter les moteurs permettant la propulsion du véhicule.
La recharge du volant prend de 30 secondes à 3 minutes, en fonction de la tension électrique appliquée aux bornes du moteur. Complètement chargé, un Gyrobus est autonome sur une distance de 6 km environ, à une vitesse de 50 km/h à 60 km/h, selon le type de véhicule et la charge de ces derniers.

## Utilisation en service commercial

### Yverdon - Grandson
La durée de vie du Gyrobus a été relativement courte. Le système a été mis en service pour la première fois en Suisse entre Yverdon et Grandson en 1953. La ville est alors l'une des dernières villes romandes à mettre en place des transports publics.
La ligne finalement mise en place (Les Condémines - Tuileries-de-Grandson) ne dessert pas la gare d'Yverdon, et l'exploitation commerciale cesse en 1960 à la suite de problèmes de rentabilité.
Les deux Gyrobus de cette ligne ont parcouru 712 000 km pendant ces 7 années. Il ne subsiste aujourd'hui aucun des véhicules utilisés alors.

### Léopoldville
Léopoldville au Congo belge (actuellement Kinshasa en République démocratique du Congo) a été la deuxième ville à exploiter un système de Gyrobus. Douze véhicules exploitaient quatre lignes et les installations de recharges étaient situées tous les deux kilomètres. Les Gyrobus de Léopoldville mesuraient 10,4 mètres de longueur, pesaient 10,9 tonnes et transportaient jusqu'à 90 passagers à une vitesse maximale de 60 km/h.
Le Gyrobus a été abandonné en 1959, en raison d'une usure excessive du volant d'inertie causée par l'utilisation régulière des raccourcis utilisant des voies de circulations non goudronnées.

### Gand
En Belgique, Gand a été la troisième ville à utiliser le système de Gyrobus, dont trois gyrobus étaient en exploitation sur la route Gand - Merelbeke entre 1956 et 1959. Le volant était au centre du véhicule avec un axe de rotation vertical.
La ligne Gand - Merelbeke était destinée à être la première d'un multi-réseau. Toutefois, après avoir étudié le système en fonctionnement, l'exploitant constata que les véhicules passaient plus de temps à l'atelier que sur la route. De plus, la consommation électrique moyenne mesurée était de 2,9 kWh, à comparer aux 2,0 kWh à 2,4 kWh consommés par un tramway conventionnel, avec une capacité en passagers plus importante.[réf. nécessaire]
Un Gyrobus de Gand est conservé au musée VLATAM d'Anvers et est parfois utilisé lors d'expositions belges. Le dépôt de bus de Merelbeke est fermé depuis 1998. Protégé par la loi, il ne peut être détruit.

## Avantages du système
- Peu bruyant
- Non polluant, hormis la production de l'électricité
- Fonctionne sans lignes de contact
- Les lignes peuvent facilement être modifiées

## Inconvénients du système
- Un bus permettant de transporter 20 personnes a besoin d'un volant d'inertie pesant plus d'une tonne.
- Le volant, tournant à 3 000 tr/min, demande une protection particulière, car la vitesse du disque sur ses bords atteint 900 km/h.
- La conduite d'un Gyrobus est plus compliquée que celle d'un véhicule traditionnel, du fait du moment d'inertie du volant et de son action comme un gyroscope lors de changements de direction, ce qui donne une plus grande inertie au véhicule.
- Il faut souvent attendre aux arrêts 3 ou 4 minutes pour la recharge du volant, ce qui diminue le niveau de service pour l'usager.